# Kammesjukker
Kammesjukker er en dansk kortfilm fra 2003 med instruktion og manuskript af Jan T. Jensen og Per Rands.

## Handling
Simon og Kasper er meget forskellige, men da de bliver presset, står de sammen.

## Medvirkende
- Kim Sønderholm - Simon
- Bo Thomasen - Kasper
- Hanne Paludan Kristensen - Lea
- Ulrik Cold - Clas
- Nikolaj Gregersen - Bent
- Nynne Bugat - Bartender
- Melany Denise - Pige i bar #1
- Diana Bock - Pige i bar #2
- Morten B. Høstrup - Mand i bar
- Siham Sâdawi - Jogger
- Helene Faraj - Jogger
- Gabriella Jensen - Kvinde i bar
- Michael Tranekjer - Mand i bar